# Гридли (Калифорния)
Гридли (англ. Gridley) — город в округе Бьютт в штате Калифорния в Соединённых Штатах Америки.
Согласно данным переписи населения США, проведённой в 2020 году, число жителей города составляло 7421 человек, что, для такого небольшого населённого пункта, существенно больше (+ 12.7%), чем было во время предыдущей переписи прошедшей в 2010 году (6584 человек).

## География
По данным представленным Бюро переписи населения США, общая площадь города Гридли составляет 2,1 квадратных мили (5,4 км2) и вся эта территория приходится на сушу.

## Климат
Согласно данным Национальной метеорологической службы США в городе Гридли теплый летний средиземноморский климат, который по системе классификации климатой Кёппена, сокращённо обозначается на климатических картах аббревиатурой «Csb».

## История
В доколумбову эпоху на этих землях проживали коренные американцы из нескольких индейских народов, включая майду. Территория нынешнего округа Бьютт исторически была плодородным краем, покрытым дубовыми деревьями, полями кустарников, болотами и озерами в сезон дождей. Долины изобиловали дичью, гусями, утками, оленями, антилопами, лосями, койотами и многими более мелкими видами животных; рыба буквально кишела в водоёмах. 
В 1850-х годах Джордж У. Гридли (англ. George W. Gridley), фермер и производитель шерсти, который в то время был одним из крупнейших землевладельцев в округе, поселился на ранчо площадью 960 акров (390 га) к западу от поселения, которое было основано в 1870 году и названо в его честь, когда к северу от Мэрисвилля была построена железная дорога Орегон—Калифорния; железная ветка достигла Чико 2 июля 1870 года.
23 ноября 1905 года поселение было инкорпорировано и включено в реестр штата Калифорния, благодаря чему некорпоративное сообщество  официально получило статус города («Сity of / Town of»).
С момента основания население города уверенно росло каждое десятилетие со скоростью от 5,7% (1970-е) до 94,9% (1890-е).